# Källan till allt ont
The Source är, i TV-serien Förhäxad, den största ondskan man kan hitta, och kan liknas med djävulen. Han står över alla demoner, styr och ställer lite som han vill men måste hålla uppe det onda i världen, annars blir han dödad för förräderi. Han brukar ta hjälp av sierskor.
Under en tid blev Belthazor, det vill säga Phoebe Halliwells pojkvän Cole, Källan till allt ont, och gjorde Phoebe gravid och till sin drottning.